# Voyage à travers l’impossible
Voyage à travers l’impossible (Reise durch das Unmögliche) ist ein bisher nicht vollständig ins Deutsche übersetztes Theaterstück der französischen Autoren Jules Verne und Adolphe d’Ennery. Die Musik wurde von Oscar de Lagoanère geschrieben. Die Uraufführung fand am 25. November 1882 im Pariser Théâtre de la Porte Saint-Martin statt. Zwischen 1882 und 1883 wurde Voyage à travers l’impossible 97 Mal aufgeführt. 1979 tauchte das verloren geglaubte Manuskript des Stückes wieder auf und wurde 1981 von Jean-Jacques Pauvert als Buch veröffentlicht. In Voyage à travers l’impossible werden verschiedene Motive aus Vernes Voyages extraordinaires aufgegriffen.
Die deutsche Erstaufführung fand unter dem Titel Reise ins Unmögliche am 6. Dezember 2014 im Kellertheater Frankfurt statt. Dabei handelt es sich um die bisher einzige deutsche Bühnenbearbeitung.

## Handlung
Das Stück besteht aus einem Konglomerat von Bestandteilen verschiedener Romane und der Romanhelden von Jules Verne. In einer kleinen Stadt in Dänemark lebt Georges Hatteras, der der Sohn des wahnsinnigen Kapitäns Hatteras ist. Der berühmte Wissenschaftler Dr. Ox bewegt ihn dazu die Sache seines Vaters fortzuführen. Dr. Ox agiert ähnlich wie Mephisto in Goethes Faust. Die Akteure begegnen auf ihrer ständigen Suche nach etwas Neuem verschiedenen anderen Charakteren aus Vernes Romanen. So treffen sie im 1. Akt Der Mittelpunkt der Erde auf Professor Otto Lidenbrock aus Hamburg. Durch einen Berggipfel gelangen sie dabei in das Innere der Erde, wo sie von einer phantastischen unterirdischen Vegetation umgeben sind. Im 2. Akt Am Grunde des Meeres begegnen sie Kapitän Nemo und besuchen die versunkene Stadt Atlantis. Nach einigen politischen Wirren gelangen die Reisenden wieder auf das Festland. Dort treffen sie auf den Kanonenclub aus Baltimore. Mit Hilfe der Spezialisten des Kanonenclubs gelangen die Reisenden mit einem Geschoss zum Planeten Altor. Im 3. Akt Der Planet Altor treffen sie Ardan und die Bewohner des Planeten Altor. Weil die Bevölkerung von Altor unter Führung von Hatteras zur Fruchtbarmachung des Planeten dessen Meere in das Innere des Planeten leiten wollte, kommt es zu einer riesigen Explosion. Alle Protagonisten wollen den jungen Georges Hatteras von seinem Größenwahn abbringen. Denn dieser hat sich, beeinflusst durch Dr. Ox, in den Kopf gesetzt, immer weiter vordringen zu wollen. Plötzlich befinden sich die Reisenden wieder am Ausgangspunkt ihrer Reise im Schloss Andernak in Dänemark.

## Bibliografie (Auswahl)
- Jules Verne und Adolphe d’Ennery: Reise durch das Unmögliche. III. Akt (Übers. Volker Dehs). In: Jules Verne: Reise um den Mond. Artemis & Winler, Düsseldorf 2007, ISBN 978-3-538-06326-6.